# Квотування бензину в Ірані 2007
Квотування бензину в Ірані введено в 2007 у указом президента країни Махмуда Ахмадінежада. Незважаючи на те, що Іран має в своєму розпорядженні одні з найбільших у світі запаси нафти, переробних потужностей не вистачає для задоволення потреб швидко зростаючої економіки. До 2007 Іран імпортував близько 40% всього споживаного в країні бензина. 
З  Ісламської революції 1979 до 2007 населення Ірану зросла на 78%, а споживання бензину в 2002-2007 щорічно збільшувалася приблизно на 13%. При потребі в 83,5 млн літрів бензину Іран щодня виробляє лише 47 млн літрів. 43% споживаного іранцями бензину - імпорт з арабських держав. У той же час населенню бензин продається за дуже низькими цінами: близько 100 томанів за літр (~ 1,5 гривні).
Обмеження на роздрібну торгівлю вступило в силу 27 червня 2007. Автолюбителі мають право на 100 літрів бензину на місяць за звичайною ціною, таксисти - 800 літрів. Всі понад те продається за завищеними цінами. Про це було оголошено 26 червня о 22:00, тобто за 2 години до введення обмежень. Це викликало небувалий ажіотаж серед водіїв. У заправок вишикувалися величезні черги, 12 станцій тільки в Тегерані були підпалені обуреними громадянами.
22 грудня 2007 квота була збільшена до 120 літрів. Обмеження діяло до 18 квітня 2008.